# Redinha
Redinha est une freguesia portugaise située dans le District de Leiria.
Avec une superficie de 42,08 km2 et une population de 2 363 habitants (2001), la paroisse possède une densité de 56,2 hab/km2.

## Histoire
Le fief de Redinha a appartenu aux Templiers. En 1159, ces derniers accordent une charte de franchise aux nouveaux habitants de Redinha. Redinha fut dévolu ensuite à l'ordre du Christ comme la plupart des biens du Temple au Portugal.